# Нурмырадова, Бягуль
Бягуль Нурмырадова (дев. Чарыкулиева; туркм. Nurmyradowa Bägül; 4 сентября 1971, Аннау) — туркменская государственная деятельница, бывший заместитель Председателя Кабинета Министров Туркменистана по вопросам культуры и СМИ.

## Биография
Родилась в посёлке Аннау, Ашхабадский район Туркменской ССР, СССР.
В 1994 году окончила Туркменский государственный институт культуры по специальности библиотекарь-библиограф, в 2011 году — Академию государственной службы при Президенте Туркменистана.
В период с апреля 2004 года по август 2010 года — директор телеканала «Мирас». Отлично владея туркменским языком, с хорошо поставленной дикцией, она привлекала внимание не только телезрителей, но и окружение Президента Туркменистана.
С августа 2010 года — заместитель министра культуры и телерадиовещания Туркменистана.
С декабря 2010 года заведующая отделом культуры Кабинета Министров Туркменистана.
С 2011 года заместитель Хякима Дашогузского велаята по образованию, культуре, здравоохранению и спорту. Стала известна попыткой обязать женщин носить туркменские национальные штаны — балаки. Находясь в должности Бягуль Нурмырадова свободно применяла к подчинённым нецензурную брань.
В феврале 2012 года была назначена заместителем Председателя Кабинета Министров Туркменистана в сфере культуры, 4 апреля 2014 года освобождена от должности по состоянию здоровья.
С 1 сентября 2014 года — преподаватель в Туркменском государственном институте культуры.

## Награды
- Орден «Алтын Асыр» II степени[7]
- Орден «Алтын Асыр» III степени
- «Garaşsyz Türkmenistana bolan beýik soýgusi üçin» — «За великую любовь к Независимому Туркменистану»